# 丈ヶ谷川
丈ヶ谷川（じょうがたにがわ）は、徳島県那賀郡那賀町を流れる那賀川水系の河川である。

## 地理
那賀郡那賀町（旧上那賀町丈ヶ谷字槙尾）の水源から上那賀町を経て那賀川に合流する。途中国道193号と並行して流れる。中流部に支流の成瀬川と合流する。アユやアメゴ等の魚が釣れる。

## 支流
- 成瀬川

## 流域の主な施設
- 那賀町立平谷小学校
- 十二弟子峠

## 流域の自治体
徳島県
那賀郡那賀町